# جهان چهارم
جهان چهارم افزونه‌ای از الگوی سه جهانی است که برای اشاره به این موارد استفاده می‌شود:
1. زیرجمعیت‌هایی که از نظر اجتماعی از جامعه جهانی محروم هستند، مانند قبایل منزوی.
2. کشاورز-شکارچیان، عشایر، دام‌داران و برخی از کشاورزان که فراتر از هنجار صنعتی مدرن زندگی می‌کنند.[۱]
3. زیر جمعیت‌های موجود در یک کشور جهان اول، اما با معیارهای زندگی کشورهای جهان سوم یا کشور در حال توسعه.

این اصطلاح در میان همه تحلیلگران پذیرفته نشده‌است. با این حال، «جهان چهارم» نیز در ارتباط با الگوی سه جهان برای اشاره به سایر نقاط جهان استفاده می‌شود.